# زبان اشاره فنلاند-سوئدی
زبان اشاره فنلاند-سوئدی زبان اشاره‌ای است که توسط سوئدی‌زبانان ناشنوا و کم شنوا در فنلاند استفاده می‌شود.